# Eccellenza Veneto 2018-2019
Il campionato italiano di calcio di Eccellenza regionale 2018-2019 è il ventottesimo organizzato in Italia. Rappresenta il quinto livello del calcio italiano.
È composto da 2 gironi di 17 squadre organizzati dal Comitato Regionale della regione Veneto.

## Girone A

### Squadre partecipanti
| Club                             | Città                         | Stadio                  | Stagione precedente            |
| -------------------------------- | ----------------------------- | ----------------------- | ------------------------------ |
| Abano Calcio                     | Abano Terme (PD)              | Stadio delle Terme      | 18º in Serie D/C, retrocesso.  |
| U.S. Arcella                     | Padova                        | Campo L. Bressan        | 2º in Promozione/C             |
| U.S. Belfiorese                  | Belfiore (VR)                 |                         | 4º in Eccellenza/A             |
| U.S.D. Borgoricco                | Borgoricco (PD)               |                         | 12º in Eccellenza/B            |
| Calcio Caldiero Terme            | Caldiero (VR)                 | Stadio comunale Berti   | 5º in Eccellenza/A             |
| U.S.D. Calidonense               | Caldogno (VI)                 |                         | 3º in Promozione/B, ripescato. |
| A.C. Garda                       | Garda (VR)                    |                         | 1º in Promozione/A, promosso.  |
| U.C. Montecchio Maggiore S.r.l.  | Montecchio Maggiore (VI)      | Stadio Gino Cosaro      | 2º in Eccellenza/A             |
| Piovese S.S.D. a r.l.            | Piove di Sacco (PD)           | Stadio comunale Vallini | 5º in Eccellenza/B             |
| S.P. Pozzonovo                   | Pozzonovo (PD)                |                         | 7º in Eccellenza/A             |
| A.S.D.C. San Giovanni Lupatoto   | San Giovanni Lupatoto (VR)    |                         | 3º in Promozione/A, ripescato. |
| A.C.D. San Martino Speme         | San Martino Buon Albergo (VR) | Stadio "Ugo Pozzan"     | 8º in Eccellenza/A             |
| A.S.D. Sona Calcio               | Sona (VR)                     |                         | 11º in Eccellenza/A            |
| A.S.D. Team Santa Lucia Golosine | Verona                        | Campo Comunale          | 12º in Eccellenza/A            |
| A.S.D. Football Valbrenta        | Valstagna (VI)                |                         | 1º in Promozione/B, promosso.  |
| F.C. Valgatara                   | Marano di Valpolicella (VR)   |                         | 10º in Eccellenza/A            |
| S.S.D. Vigasio                   | Vigasio (VR)                  | Stadio Ugo Capone       | 9º in Eccellenza/A             |

### Classifica
|       | Pos. | Squadra               | Pt | G  | V  | N  | P  | GF | GS | DR  |
| ----- | ---- | --------------------- | -- | -- | -- | -- | -- | -- | -- | --- |
|       | 1.   | Vigasio               | 70 | 32 | 22 | 4  | 6  | 43 | 18 | +25 |
| [ 5 ] | 2.   | Caldiero Terme        | 65 | 32 | 20 | 5  | 7  | 49 | 22 | +27 |
|       | 3.   | Arcella               | 55 | 32 | 16 | 7  | 9  | 56 | 40 | +16 |
|       | 4.   | Montecchio Maggiore   | 53 | 32 | 14 | 11 | 7  | 28 | 30 | -2  |
|       | 5.   | Pozzonovo             | 48 | 32 | 13 | 9  | 10 | 22 | 13 | +9  |
|       | 6.   | San Martino Speme     | 46 | 32 | 11 | 13 | 8  | 25 | 25 | 0   |
|       | 7.   | Valgatara             | 45 | 32 | 13 | 6  | 13 | 28 | 22 | +6  |
|       | 8.   | Sona                  | 43 | 32 | 6  | 5  | 5  | 22 | 18 | +4  |
|       | 9.   | Garda                 | 41 | 32 | 4  | 7  | 5  | 19 | 22 | -3  |
|       | 10.  | Valbrenta             | 41 | 32 | 4  | 7  | 5  | 23 | 18 | +5  |
|       | 11.  | Borgoricco            | 41 | 32 | 4  | 6  | 6  | 16 | 22 | -6  |
|       | 12.  | Belfiorese            | 38 | 32 | 4  | 6  | 6  | 16 | 19 | -3  |
|       | 13.  | Abano                 | 36 | 32 | 4  | 5  | 7  | 15 | 23 | -8  |
|       | 14.  | Team S.Lucia Golosine | 35 | 32 | 5  | 3  | 8  | 17 | 24 | -7  |
|       | 16.  | San Giovanni Lupatoto | 28 | 32 | 2  | 8  | 6  | 12 | 20 | -8  |
|       | 15.  | Calidonense           | 25 | 32 | 4  | 4  | 8  | 17 | 27 | -10 |
|       | 17.  | Piovese               | 23 | 32 | 5  | 5  | 17 | 17 | 40 | -23 |

Legenda:
      Promossa in Serie D.
      Ammessa ai play-off nazionali.
 Ai play-off o ai play-out.
      Retrocessa in Promozione.
Regolamento:
Tre punti a vittoria, uno a pareggio, zero a sconfitta.
In caso di arrivo di due o più squadre a pari punti, la graduatoria verrà stilata secondo la classifica avulsa tra le squadre interessate che prevede, in ordine, i seguenti criteri:
- Punti negli scontri diretti.
- Differenza reti negli scontri diretti.
- Differenza reti generale.
- Reti realizzate in generale.
- Sorteggio.

Note:

### Play-off

#### Semifinali
|                     | Risultati |           | Luogo e data                       |
| ------------------- | --------- | --------- | ---------------------------------- |
| Montecchio Maggiore | 0-4       | Pozzonovo | Montecchio Maggiore, 4 maggio 2019 |

#### Finale
|         | Risultati |           | Luogo e data           |
| ------- | --------- | --------- | ---------------------- |
| Arcella | 0-1       | Pozzonovo | Padova, 11 maggio 2019 |

## Girone B

### Squadre partecipanti
| Club                                      | Città                        | Stadio                             | Stagione 2017-2018             |
| ----------------------------------------- | ---------------------------- | ---------------------------------- | ------------------------------ |
| F.C. Calvi Noale S.S.D. a r.l.            | Noale (VE)                   | Stadio Azzurri d'Italia 2006       | 16º in Serie D/C, retrocesso.  |
| A.D.C. Eclisse CareniPievigina            | Pieve di Soligo (TV)         | Stadio comunale                    | 5º in Eccellenza/B             |
| A.S. Giorgione Calcio 2000                | Castelfranco Veneto (TV)     | Stadio Giuseppe Ostani             | 11º in Eccellenza/B            |
| Calcio Istrana 1964 A.S.D.                | Istrana (TV)                 |                                    | 3º in Eccellenza/B             |
| A.S.D. Liapiave                           | San Polo di Piave (TV)       |                                    | 2º in Eccellenza/B             |
| A.S.D. Liventina                          | Motta di Livenza (TV)        | Stadio Luigino Samassa             | 17º in Serie D/C, retrocessa.  |
| A.C. Mestre S.r.l.                        | Mestre di Venezia            | Stadio Francesco Baracca           | 10º in Serie C/A, ammesso.     |
| S.S.D. a r.l. F.C. Nervesa                | Nervesa della Battaglia (TV) |                                    | 13º in Eccellenza/B            |
| ?.?. Portomansuè                          | Portobuffolé (TV)            |                                    | 1º in Promozione/D, promosso.  |
| G.S.D. Real Martellago                    | Martellago (VE)              |                                    | 9º in Eccellenza/B             |
| Luparense F.C.                            | San Martino di Lupari (PD)   |                                    | 1º in Promozione/C, promosso.  |
| S.S.D. a r.l. Tombolo Vigontina San Paolo | Tombolo (PD)                 |                                    | 9º in Eccellenza/A             |
| A.C.D. Treviso                            | Treviso                      | Stadio Omobono Tenni               | 2º in Promozione/D, ripescato. |
| F.C. Union Pro 1928 S.S.D. a r.l.         | Mogliano Veneto (TV)         | Stadio comunale di Mogliano Veneto | 5º in Eccellenza/B             |
| A.S.D. Union Q.D.P.                       | Moriago della Battaglia (TV) |                                    | 8º in Eccellenza/B             |
| A.S.D. Union San Giorgio Sedico           | Sedico (BL)                  |                                    | 4º in Eccellenza/B             |
| A.S.D. Vittorio Falmec San Martino Colle  | Vittorio Veneto (TV)         | Stadio Paolo Barison               | 10º1 in Eccellenza/B           |

### Classifica
|       | Pos. | Squadra                | Pt | G  | V  | N  | P  | GF | GS | DR  |
| ----- | ---- | ---------------------- | -- | -- | -- | -- | -- | -- | -- | --- |
|       | 1.   | Luparense F.C.         | 76 | 32 | 23 | 7  | 2  | 69 | 29 | +40 |
| [ 2 ] | 2.   | Mestre                 | 66 | 32 | 19 | 9  | 4  | 56 | 29 | +27 |
|       | 3.   | Calvi Noale            | 64 | 32 | 19 | 7  | 6  | 58 | 39 | +19 |
|       | 4.   | Liapiave               | 62 | 32 | 19 | 5  | 8  | 64 | 38 | +26 |
|       | 5.   | Union S.Giorgio Sedico | 55 | 32 | 16 | 7  | 9  | 55 | 35 | +20 |
|       | 6.   | Union Pro              | 47 | 32 | 12 | 11 | 9  | 57 | 52 | +5  |
|       | 7.   | Portomansuè            | 47 | 32 | 14 | 5  | 13 | 59 | 62 | -3  |
|       | 8.   | Giorgione              | 44 | 32 | 12 | 8  | 12 | 40 | 35 | +5  |
|       | 9.   | Pievigina              | 43 | 32 | 11 | 10 | 11 | 36 | 30 | +6  |
|       | 10.  | Liventina              | 43 | 32 | 12 | 7  | 13 | 34 | 39 | -5  |
|       | 11.  | Istrana                | 39 | 32 | 11 | 6  | 15 | 45 | 56 | -11 |
|       | 12.  | Union Q.D.P.           | 38 | 32 | 9  | 11 | 12 | 35 | 41 | -6  |
|       | 13.  | Real Martellago        | 35 | 32 | 9  | 8  | 15 | 41 | 56 | -15 |
|       | 14.  | Vittorio SMC           | 35 | 32 | 10 | 5  | 17 | 39 | 56 | -17 |
|       | 15.  | Nervesa                | 25 | 32 | 5  | 10 | 17 | 39 | 56 | -17 |
|       | 16.  | Vigontina San Paolo    | 21 | 32 | 5  | 6  | 21 | 38 | 62 | -24 |
|       | 17.  | Treviso (-2)           | 12 | 32 | 4  | 2  | 26 | 25 | 80 | -55 |

Legenda:
      Promossa in Serie D.
      Ammessa ai play-off nazionali.
 Ai play-off o ai play-out.
      Retrocessa in Promozione.
Regolamento:
Tre punti a vittoria, uno a pareggio, zero a sconfitta.
In caso di arrivo di due o più squadre a pari punti, la graduatoria verrà stilata secondo la classifica avulsa tra le squadre interessate che prevede, in ordine, i seguenti criteri:
- Punti negli scontri diretti.
- Differenza reti negli scontri diretti.
- Differenza reti generale.
- Reti realizzate in generale.
- Sorteggio.

Note:

### Play-off

#### Semifinali
|             | Risultati |          | Luogo e data         |
| ----------- | --------- | -------- | -------------------- |
| Calvi Noale | 3-2       | LiaPiave | Noale, 5 maggio 2019 |

#### Finale
|        | Risultati |             | Luogo e data           |
| ------ | --------- | ----------- | ---------------------- |
| Mestre | 2-1       | Calvi Noale | Mestre, 11 maggio 2019 |